# Cyprinodon longidorsalis
Cyprinodon longidorsalis là một loài cá đã tuyệt chủng thuộc họ Cyprinodontidae. Nó là loài đặc hữu của México.